# 喜鬥似褶麗魚
喜鬥似褶麗魚（学名：Ptychochromoides itasy），為輻鰭魚綱鱸形目隆頭魚亞目慈鯛科的其中一種，原分布於非洲馬達加斯加中部淡水流域，體長可達12.3公分，棲息在底層水域，它们曾被认为已灭绝，直至2010年在Tsiribihina River被再次发现。

## 擴展閱讀
維基物種上的相關：喜鬥似褶麗魚